# Självtillit
Begreppet självtillit handlar om att förlita sig på sin egen förmåga att lösa de situationer som uppkommer i livet. Självet kan förstås som de äldre delarna i det mänskliga psyket till skillnad från det långt senare utvecklade medvetandet. Självet är bland annat beskrivet av Carl Gustav Jung.
Självtillit är även det svenska namnet på en text av Ralph Waldo Emerson, publicerad i Essays II 1841.